# Nikolaj Tanaev
Nikolaj Timofeevič Tanaev (in russo Николай Тимофеевич Танаев?; Oblast' di Penza, 5 novembre 1945 – Mosca, 19 luglio 2020) è stato un politico kirghiso.
Fu Primo ministro del Kirghizistan dal 2002 al 2005.